# Vertrag von Konstantinopel (1590)

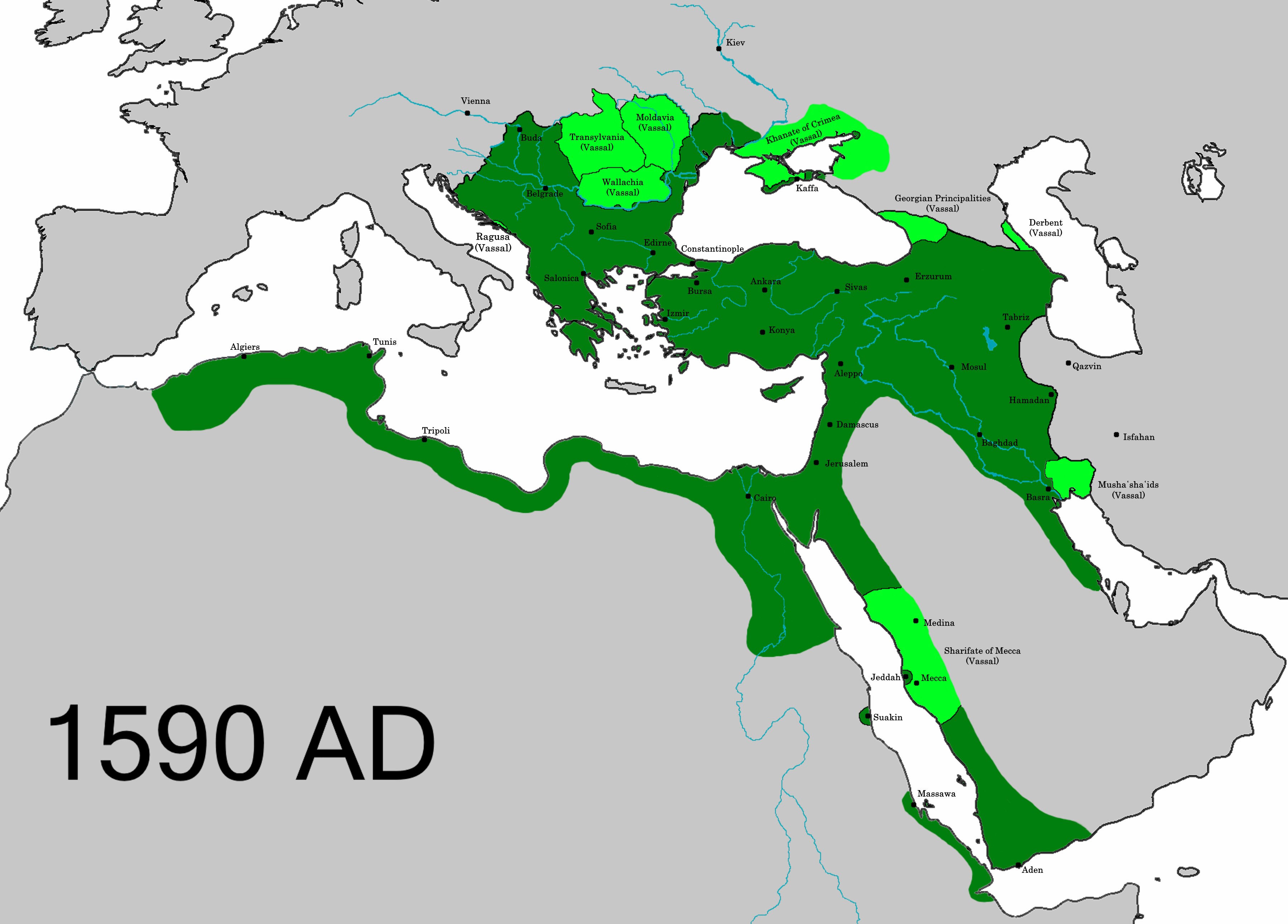
Das Osmanische Reich und seine Vasallenstaaten im Jahr 1590 n. Chr. nach dem Vertrag von Konstantinopel.

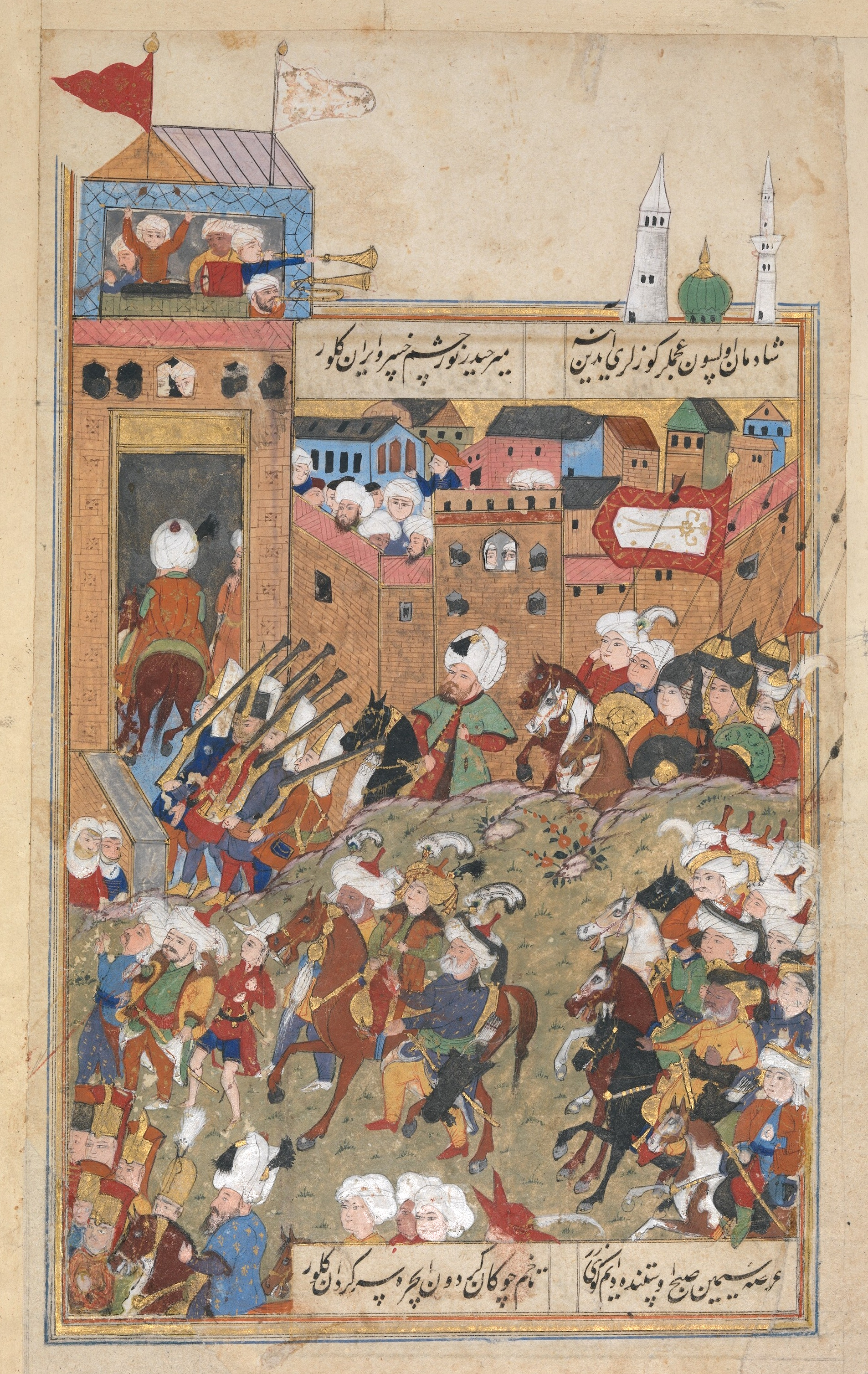
Eintritt des safawidischen Prinzen Haydar Mirza (vorn), Sohn von Hamza Mirza, als Geisel in Istanbul im Jahr 1590. Divan von Mahmud Abd al-Baki, 1590–95.

Der Vertrag von Konstantinopel, auch bekannt als Frieden von Istanbul oder Vertrag von Ferhad Pascha (türkisch: Ferhat Paşa Antlaşması), war ein Vertrag zwischen dem Osmanischen Reich und dem Safawidenreich, der den Osmanisch-Safawischen Krieg von 1578–1590 beendete. Er wurde am 21. März 1590 in Konstantinopel (heute Istanbul) unterzeichnet. Der Krieg begann, als die Osmanen, damals unter der Herrschaft von Murad III., während einer Schwächephase der Safawiden in die Besitzungen der Safawiden in Georgien einmarschierten. Da das Reich an zahlreichen Fronten bedrängt war und seine innere Kontrolle durch Bürgerkriege und Hofintrigen erschüttert war, entschied sich der neue Safawidenkönig Abbas I., der 1588 auf den Thron gesetzt worden war, für einen bedingungslosen Frieden, der zum Vertrag von Konstantinopel führte. Der Vertrag beendete zwölf Jahre Feindseligkeiten zwischen den beiden Erzrivalen. Während sowohl der Krieg als auch der Vertrag für die Osmanen ein Erfolg waren und für die Safawiden schwerwiegende Nachteile mit sich brachten, erwies sich der neue Status quo als kurzlebig, da in der nächsten Runde der Feindseligkeiten einige Jahre später alle Verluste der Safawiden wieder wettgemacht wurden.

## Krieg
Als der Krieg begann, befand sich das Safawidenreich unter seinem schwachen Herrscher Mohammad Chodābande in einem chaotischen Zustand. In den darauf folgenden Kämpfen gelang es den Osmanen, die meisten Provinzen der Safawiden zu erobern, darunter Aserbaidschan (einschließlich der ehemaligen Hauptstadt Tabriz), Georgien (Kartli, Kachetien, östliches Samzche-Dschawachetien), Karabach, Erewan, Schirwan und Chuzestan, trotz der anfänglich erfolgreichen Gegenoffensive von Mohammad Chodābande. Als Abbas I. 1588 den Thron bestieg, war das Safawidenreich noch immer von inneren Problemen geplagt, sodass die Osmanen weiter vorstoßen und im selben Jahr Bagdad und kurz darauf Ganja einnehmen konnten. Angesichts noch größerer Probleme (d. h. Bürgerkriege, Aufstände), und der Krieg gegen die Usbeken im Nordosten des Reiches willigte Abbas I. ein, einen demütigenden Vertrag mit ungünstigen Bedingungen zu unterzeichnen.

## Frieden
Gemäß dem Vertrag behielt das Osmanische Reich den größten Teil seiner Kriegsgewinne. Dazu gehörten der größte Teil des südlichen Kaukasus (einschließlich der Safawiden-Gebiete in Georgien), die Provinz Aserbaidschan (einschließlich Täbris, jedoch ohne Ardabil, das in safawidischer Hand blieb), Luristan, Dagestan, den größten Teil der übrigen Gebiete Kurdistans, Shahrizor, Khuzestan, Bagdad und Mesopotamien.[1] Der Vertrag enthielt eine Klausel, die vorsah, dass die Safawiden die Verfluchung der ersten drei Kalifen einstellen mussten, wie es seit dem ersten großen Vertrag zwischen den Osmanen und den Safawiden, dem Frieden von Amasya (1555), üblich war. Die Perser erklärten sich außerdem bereit, den religiösen Führern des sunnitischen Glaubens Ehrerbietung zu erweisen.

## Nachwirkungen
Der Vertrag war ein Erfolg für das Osmanische Reich, da große Gebiete annektiert worden waren. Der neue Status quo hielt jedoch nicht lange an. Abbas I. nutzte die Zeit und die Ressourcen, die sich aus dem Frieden an der Hauptfront mit den Osmanen ergaben, um andere Probleme (darunter die Usbeken und Aufstände) erfolgreich zu lösen und auf einen geeigneten Moment zu warten, um seine Besitztümer zurückzugewinnen. Als das Osmanische Reich unter dem jungen Sultan Ahmet I. mit den Celali-Aufständen beschäftigt war, gelang es ihm, die meisten der persischen Verluste zurückzugewinnen, was die Osmanische Reich 22 Jahre nach diesem Vertrag im Vertrag von Nasuh Pascha akzeptieren musste.